# Allan B. Walsh

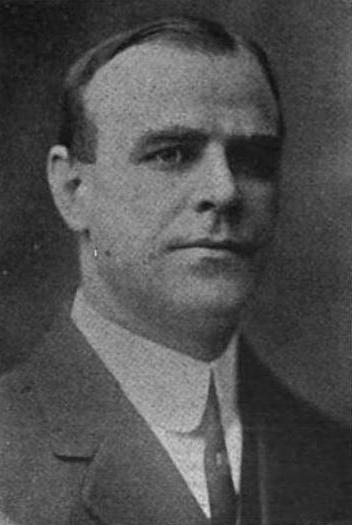
Allan B. Walsh

Allan Bartholomew Walsh (* 29. August 1874 in Trenton, New Jersey; † 5. August 1953 in New York City) war ein US-amerikanischer Politiker. Zwischen 1913 und 1915 vertrat er den Bundesstaat New Jersey im US-Repräsentantenhaus.

## Werdegang
Allan Walsh besuchte die öffentlichen Schulen seiner Heimat. Zwischen 1900 und 1911 arbeitete er für einen Elektrokonzern in Trenton. Gleichzeitig begann er als Mitglied der Demokratischen Partei eine politische Laufbahn. In den Jahren 1910 und 1911 gehörte er der New Jersey General Assembly an. Von 1912 bis 1913 war er Sekretär der Steuerkommission im Mercer County. Bei den Kongresswahlen des Jahres 1912 wurde er im vierten Wahlbezirk von New Jersey in das US-Repräsentantenhaus in Washington, D.C. gewählt, wo er am 4. März 1913 die Nachfolge von Ira W. Wood antrat. Da er im Jahr 1914 dem Republikaner Elijah C. Hutchinson unterlag, konnte er bis zum 3. März 1915 nur eine Legislaturperiode im Kongress absolvieren. Im Jahr 1913 wurden der 16. und der 17. Verfassungszusatz ratifiziert.
Nach dem Ende seiner Zeit im US-Repräsentantenhaus arbeitete Walsh in der Immobilienbranche. In den Jahren 1915 bis 1920 war er Steuerfahnder in den Bundesstaaten New Jersey und Wisconsin. Danach arbeitete er für einige Jahre als privater Berater für Fragen mit dem Umgang mit Bundesgesetzen. Von 1933 bis 1940 war er erneut als Steuerfahnder tätig. Danach ging er aus gesundheitlichen Gründen in den Ruhestand, den er in Palm Beach (Florida) verbrachte. Allan Walsh starb am 5. August 1953 in New York und wurde in Trenton beigesetzt.